# Till Eulenspiegel (1975)
Till Eulenspiegel ist eine deutsche Filmsatire der DEFA von Rainer Simon aus dem Jahr 1975.

## Handlung
Till Eulenspiegel zog schon als Kind am liebsten Grimassen. Nun, als Erwachsener, reitet er in Zeiten kurz vor dem Aufstand der Bauern auf seinem Esel umher. Er zeigt keinen Respekt vor dem Raubritter Kunz, dem er in einem Gasthaus nach einer doppeldeutigen Aufforderung einen Kuhfladen brät und serviert. Kunz lädt ihn daraufhin auf seine Burg ein, hetzt jedoch die Hunde auf ihn, die Till Eulenspiegel mit einer zum Hasen verkleideten Katze ablenkt. Er darf daraufhin beim Raubritter bleiben, der jedoch kaum Rauberfolge feiern kann. Als Kunz die junge Rosine kurz vor ihrer Hochzeit in sein Bett locken will, rettet Till sie listig und verliebt sich in sie. Wenig später fordert er Kunz zum Kampf auf einer Brücke, doch der fällt durch fehlende Holzplanken in den Fluss.
Till Eulenspiegel sammelt als Mönch verkleidet Geld für eine vermeintliche Reliquie, dem nur die Frauen des Ortes spenden dürfen, die jungfräulich sind oder ihren Mann noch nie betrogen haben. Die Spenden fließen und wenig später ist Eulenspiegel erneut auf seinem Esel unterwegs. Er erwirbt sich mit einem Trick einen Schimmel und wird im Hof eines Fürsten für den neuen Maler gehalten, der einen der Palast-Räume ausmalen soll. Till Eulenspiegel stellt zwei Bedingungen: Niemand darf ihn in den nächsten sechs Monaten bei der Arbeit stören und er erhält reichlich Essen und Getränke. Sein Werk wiederum kann nur der verstehen, der im rechten Glauben lebt. Zusammen mit seinem Gehilfen verbringt Till Eulenspiegel die nächsten Monate faul und träge. Kurz vor Ablauf der Arbeitsfrist wirft er einfach Farbe an die Wände. Der Fürst und sein Gefolge loben ihn als großen Künstler.
Weiter wandert Till Eulenspiegel und wird in Bettlerkleidung vom Kaiser selbst angesprochen, der ihm seinen Mantel schenkt. Wenig später wird Eulenspiegel der neue Hofnarr des Kaisers. Lange lässt der ihn mit seinen Sprüchen und despektierlichen Aktionen gewähren. Mehrfach rettet Till Eulenspiegel dabei geschickt Bauern und seine Geliebte Rosine vor dem Tod. Als Till Eulenspiegel den Kaiser jedoch in eine Gesellschaft bringt, die der Meinung ist, dass in einer neuen Zeit alle inklusive Kaiser für ihren Wohlstand arbeiten müssen, fällt Till Eulenspiegel in des Kaisers Ungnade. Der Hofnarr wird ignoriert und schließlich zusammen mit dem Mann Paukerjäcklein zum Tode verurteilt. Paukerjäcklein soll verbreitet haben, dass der Kaiser die Lustseuche habe – wobei diese Information von Till Eulenspiegel stammen soll.
Am Richtplatz bittet Paukerjäcklein für sein Seelenheil, während Till Eulenspiegel vom Kaiser eine zu erfüllende, nicht finanzielle Bitte erwünscht, die der Kaiser ihm gewährt. Till Eulenspiegel bittet daraufhin, dass Kaiser und Gefolge in den nächsten sieben Tagen zum Galgen kommen und sein nacktes Hinterteil küssen sollen. Daraufhin lässt der Kaiser beide Männer frei und verbannt sie aus der Stadt. Till Eulenspiegel erscheint vor den Stadttoren mit kurzgeschorenen Haaren; auf seinen Kopf wurde das Wort „ENDE“ einrasiert.

## Produktion
Till Eulenspiegel wurde 1974 unter anderem am Schloss Quedlinburg, in der Klosterkirche Drübeck im Harz, an der Burgruine Arnstein
und auf der Albrechtsburg in Meißen gedreht. Der Film erlebte am 22. Mai 1975 im Berliner Kosmos seine Premiere und kam am Folgetag in die Kinos der DDR. Am 11. Mai 1977 lief der Film erstmals auf DFF 1 im Fernsehen der DDR und wurde ab Februar 1989 auch in den bundesdeutschen Kinos gezeigt.
Die DEFA hatte bereits 1956 in französischer Co-Produktion mit Die Abenteuer des Till Ulenspiegel erstmals den Eulenspiegel-Stoff verfilmt. Rainer Simons Till Eulenspiegel beruht sowohl auf dem Volksbuch als auch auf einer Filmerzählung von Christa Wolf und Gerhard Wolf. Die Filmerzählung Till Eulenspiegel war 1973 erschienen und legte eine Verfilmung zweiteilig an. Sie musste von Simon aus ökonomischen Gründen auf einen Teil hin gekürzt und umgeschrieben werden. „Offenbar war die 215 Druckseiten umfassende literarische Vorlage zu aufwendig, um von der DEFA realisiert werden zu können“, vermutete auch Renate Holland-Moritz 1975.
Simon war bei der DEFA für seine unkonventionelle Verfilmung von Märchenstoffen bekannt und hatte zuvor mit Wie heiratet man einen König? und Sechse kommen durch die Welt bereits zwei Märchen der Brüder Grimm verfilmt.

„Eulenspiegel ist die extremste Gestalt in diesem bunten, differenzierten und vitalen Figurenensemble dieser Filme, die für die DEFA eine neue, ihr a priori eigentlich gemäße Sicht und Haltung postulieren […]: das Plebejische als Kraft, List, Spaß und Zorn des Volkes, das Anarchische als Abwehr ewiger und allgegenwärtiger Ordnung von oben, die Naivität von Träumen.“

Die Kostüme schuf Werner Bergemann, während die Bauten von Gerhard Helwig stammen. Die gelehrten Professoren im Film wurden von Konrad Schwalbe und Gerhard Henne dargestellt, die an der Filmhochschule in Babelsberg lehrten. Die Rolle des dritten Professors übernahm mit Jürgen Klauß Simons Regieassistent, der auch am Drehbuch mitgearbeitet hatte.

## Kritik
Die zeitgenössische Kritik schrieb, dass Szenenbild, Kostüme, Masken und Musik mit dafür sorgen, „ein farbiges, deftiges Zeit- und Sittengemälde zu schaffen, ohne dabei in Naturalismus zu verfallen. Dieses Filmwerk stellt sicher an den Zuschauer einige Anforderungen, vor allem auch in ästhetischer Hinsicht. Es dokumentiert aber eine bemerkenswerte Regieleistung Simons, die von einer ausgeprägten Handschrift, Phantasie und der Fähigkeit zeugt, alle Beteiligten zu einer geschlossenen Ensembleleistung zu führen.“ Hervorgehoben wurde Winfried Glatzeders Darstellung der Hauptfigur, die „eine schauspielerische Meisterleistung [sei]. Zu seiner breiten Skala von sprachlichem, mimischem und gestischem Ausdruck kommen noch die für diese Rolle unablässigen artistischen Fähigkeiten. Er versteht es, den schmalen Grat zwischen Leben und Tod, auf dem Till sich ständig bewegt, durchgängig sichtbar zu machen und den Zuschauer in unaufdringlicher Weise zum Mitdenken und Weiterdenken anzuregen.“
Andere Kritiker befanden, dass der Film „weder mit Begeisterung noch mit absoluter Ablehnung aufgenommen werden“ kann. Simons Eulenspiegel scheine „als Provokateur seiner Zeit geboren [zu sein] und wirkt nur kraft eigener Intention. Allzu locker mit den geschichtlichen Bewegungen des Volkes verbunden, treibt er ein gefährliches Spiel mit der Macht, wobei sein Ziel unklar ist.“ Durch den Wegfall des geschichtlichen und sozialen Hintergrunds im Film werde Eulenspiegel „nur ein rätselhafter Außenseiter, verwandelt sich seine geschichtliche Erscheinung in ein Mysterium.“ „Die bildstarke, auch nicht vor Derbheiten zurückschreckende Inszenierung wird in ihrem filmischen Erzählfluss durch eine die Dialektik der Geschichte allzu betonende Dramaturgie und Musikbearbeitung behindert“, schrieb hingegen der film-dienst.
Renate Holland-Moritz nannte den Film geschmacklos, so werde „in der Regie von Rainer Simon […] jede sich bietende Gelegenheit zu fäkalischen, sexuellen und grausamen Exzessen mit wollüstiger Akribie ausgespielt“. Bilder von geköpften, laufenden Hühnern, einer zerquetschten Maus und vom Abstechen eines Pferdes gerieten zu einer „Schock-Orgie, die für spezielle Behandlungsmethoden in der Psychiatrie verwendbar sein könnte.“ Cinema befand ebenfalls, dass die Erzählung von Christa und Gerhard Wolf „Till und seine Zeit äußerst derb [zeigt] und […] nicht mit politischen Zweideutigkeiten und religiösen Geschmacklosigkeiten [spart]. Fazit: Narrenfreiheit in puncto Geschmack“.
Von wissenschaftlicher Seite hingegen wurde in jüngerer Zeit herausgearbeitet, dass es sich bei dem Film um eines der Glanzlichter der DEFA handelt: „Mit Till Eulenspiegel haben Rainer Simon und sein Team einen Film vorgelegt, der in darstellerischer, narrativer, filmtechnischer und filmästhetischer Hinsicht auch heute noch leicht hohen Ansprüchen […] genügen kann. Der […] Film, der aufgrund von Distanzierungsstrategien und einer Ton und Bild sowie deren Interaktion betreffende Kontrapunktik des näheren ein Spielfilm-Essay ist, führt in eine im frühen 16. Jahrhundert angesiedelte Welt, die trotz hoher Referenzialität und Reliabilität dennoch eine Kunst-Welt ist. Diese Film-Welt nämlich kompiliert Historisch-Faktuales und Literarisch-Fiktionales und nimmt darüber hinaus bis in die Gegenwart reichende Entwicklungen, Konstellationen und Problemstellungen nachfolgender Jahrhunderte in sich auf. Das macht, das der Film kein Historienfilm o. Ä. ist, und es bewirkt, dass der Film mit seinen drei auf Politisch-Soziales, Institutionell-Ideologisches und Kulturell-Künstlerisches zielenden Themenkomplexen in Teilen auch als Parabel auf die Geschichte der DDR und deren Wirklichkeit Mitte der 1970er Jahre gesehen und gehört werden kann.“